# Боздаганян, Ашот Аведисович
Ашот Аведисович Боздаганян (род. 1925 год, село Мцара, ССР Абхазия, ССР Грузия, ЗСФСР, СССР) — табаковод, бригадир колхоза имени Сталина Гудаутского района Абхазской АССР, Грузинская ССР. Герой Социалистического Труда (1949).

## Биография
Родился в 1925 году в крестьянской семье в селе Мцара (ныне — Гудаутский район Абхазии).
Участвовал в Великой Отечественной войне. После войны возвратился в родное село, где продолжил трудиться бригадиром табаководческой бригады в колхозе имени Сталина Гудаутского района.
В 1948 году бригада Ашота Боздаганяна собрала в среднем по 18,3 центнера листьев табака сорта «Самсун № 27» с каждого гектара на участке площадью 6 гектаров. Указом Президиума Верховного Совета СССР от 3 мая 1949 года «за получение высоких урожаев кукурузы и табака в 1948 году» удостоен звания Героя Социалистического Труда с вручением ордена Ленина и золотой медали «Серп и Молот».
После выхода на пенсию проживал в родном селе Мцара.
Награды
- Герой Социалистического Труда
- Орден Ленина
- Орден Отечественной войны 1 степени (11.03.1985)